# Мата (Караидельский район)
Мата (баш. Маты) — деревня в Караидельском районе Республики Башкортостан Российской Федерации. Входит в состав Новобердяшского сельсовета. 

## География
Находится на левом берегу реки Юрюзани.

### Географическое положение
Расстояние до:
- районного центра (Караидель): 55 км,
- центра сельсовета (Новый Бердяш): 10 км,
- ближайшей ж/д станции (Щучье Озеро): 106 км.

## История
В 1993 году деревня Мата передана из Верхнеказмашевского сельсовета в состав Новобердяшского сельсовета (Указ от 29 марта 1993 года № 6-2/125 «О передаче деревни Мата Верхнеказмашевского сельсовета в состав Новобердяшского сельсовета Караидельского района»).

## Население
| 2002 | 2009 | 2010 |
| ---- | ---- | ---- |
| 37   | ↘25  | ↗30  |

Национальный состав
Согласно переписи 2002 года, преобладающая национальность — башкиры (97 %).

## Инфраструктура
Личное подсобное хозяйство с зоной сельскохозяйственного использования, индивидуальная застройка усадебного типа.